# Berkholz (Boitzenburger Land)
Berkholz è una frazione del comune tedesco di Boitzenburger Land, nel Brandeburgo.

## Storia
Il 31 dicembre 2001 il comune di Berkholz venne fuso con i comuni di Boitzenburg, Buchenhain, Funkenhagen, Hardenbeck, Haßleben, Klaushagen, Jakobshagen, Warthe e Wichmannsdorf, formando il nuovo comune di Boitzenburger Land.

## Amministrazione
La frazione di Berkholz è amministrata da un "consiglio di frazione" (Ortsbeirat) di 3 membri.